# Falkenhagener Feld
Falkenhagener Feld, Berlin-Falkenhagener Feld – dzielnica (Ortsteil) Berlina w okręgu administracyjnym Spandau. Od 1 października 1920 w granicach miasta.